# Columnea reticulata
Columnea reticulata är en tvåhjärtbladig växtart som beskrevs av M. Amaya, L.E. Skog, C.E. González och J.F. Smith. Columnea reticulata ingår i släktet Columnea och familjen Gesneriaceae. Inga underarter finns listade i Catalogue of Life.